# Ichiro Kono (dirigente esportivo)
Ichiro Kono (em japonês:  河野一郎; Tóquio, 1946) é um professor e dirigente esportivo do  Japão, membro do Comitê Olímpico Japonês. Entre 2006 e 2009 foi o chefe da candidatura de Tóquio para os Jogos Olímpicos de Verão de 2016.